# Ceropegia crassifolia
Ceropegia crassifolia ist eine Pflanzenart aus der Unterfamilie der Seidenpflanzengewächse (Asclepiadoideae). Sie ist in Afrika von Kenia im Norden bis nach Südafrika verbreitet.

## Merkmale

### Vegetative Merkmale
Ceropegia crassifolia ist eine ausdauernde Pflanze mit spindelförmigen, fleischigen Wurzeln in Büscheln. Die meist einjährigen, gerieften, unverzweigten bis wenig verzweigten Sprossachsen stehen aufrecht, wachsen kriechend, oder winden sich bis 2 m hoch. Sie haben einen Durchmesser von 2 bis 5 mm und sind sukkulent. Die Blätter sind kurz gestielt. Die mehr oder weniger sukkulenten fleischigen Blattspreiten sind linealisch bis breit elliptisch-lanzettlich geformt und behaart. Sie messen 3 bis 10 cm in der Länge und 0,5 bis 4,5 cm in der Breite. Die Mittelrippe ist auf der Ober- und Unterseite stark ausgeprägt. Die Ränder sind oft gewellt oder fein gesägt.

### Blütenstand und Blüten
Der Blütenstände entspringen den Blattachseln und sind 3- bis 7-blütig. Die Blüten öffnen sich jedoch nacheinander, selten sind zwei Blüten gleichzeitig geöffnet. Während der Anthesis riechen die Blüten nach Kuhdung oder verfault. Der Blütenstandsstiel hat eine Länge von 3 bis 30 Millimetern. Die Blütenstiele sind 2 bis 5 mm lang bei einem Durchmesser von 1 bis 2 mm. Die Kelchblätter sind schmal-lanzettlich geformt und bis 5 mm lang. Die fünf Kronblätter sind in den unteren zwei Dritteln der insgesamt 2 bis 5 cm hohen, fast geraden bis leicht gebogenen Blütenkrone zu einer, außen glatten Kronröhre (Sympetalie) verwachsen. Sie hell grünlichgelb gefärbt mit purpurfarben Flecken. An der Basis ist der Kronkessel kugelig bis eiförmig aufgebläht bei einem Durchmesser von 6 bis 9 mm. Der Kronkessel geht ziemlich abrupt in die eigentliche Kronröhre über, die einen minimalen Durchmesser von 3 bis 5 mm aufweist. Sie ist innen behaart. Zur Öffnung hin erweitert sie sich trichterförmig und hat dort einen Durchmesser bis zu 9 mm. Die Kronblattzipfel sind 4 bis 15 mm lang und 2 bis 4 mm breit. Die Spitzen sind miteinander verwachsen und bilden eine abgeflacht-eiförmige bis abgeflacht-kugelige käfigartige Struktur. Die kahlen Lamina sind entlang der Mittelrippe zurückgebogen. Die weißliche Nebenkrone ist ungestielt bis kurz gestielt und an der Basis schalen- bis tassenförmig verwachsen. Die interstaminalen Nebenkronblattzipfel sind taschenförmig, im Umriss gerundet rechteckig bis eiförmig. Sie sind etwa 1 mm lang, stehen fast waagerecht bis aufrecht und sind am äußeren Ende stumpf oder auch etwas eingeschnitten und meist behaart. Die Zipfel der staminalen Nebenkrone sind rechteckig bis linealisch-pfriemlich und 0,5 bis 1,5 mm lang. Sie liegen auf den Rückenseiten der Staubblätter auf. Die Pollinien sind kugelig-eiförmig und messen 0,4 × 0,25 mm; 

### Früchte und Samen
Diepaarigen Balgfrüchte stehen in einem Winkel von etwa 60° sind 7 bis 10 Zentimeter lang bei einem Durchmesser von 3 bis 4 Millimetern. Die Samen sind 6 bis 7 mm lang und 2 bis 3 mm breit. Sie sind dunkelbraun, die Ränder heller. Der Haarschopf ist 2 bis 2,5 cm lang.

### Ähnliche Arten
Die Art ist nahe verwandt mit Ceropegia nilotica und Ceropegia stenantha.

## Geographische Verbreitung und Ökologie
Die Art kommt in Provinz Ostkap in Südafrika vor sowie in Botswana, Eswatini, Kenia, Namibia und Simbabwe.
In Kenia kommt die Ceropegia crassifolia var. copleyae im Grasland zusammen mit Acacia drepanolobium vor. Sie wächst dort im Halbschatten von Büschen oder Bäumen in 1600 bis 1850 m über Meereshöhe. Durch die recht intensive Beweidung des Graslandes bleibt Ceropegia crassifolia hier klein und ist oft zu Zwergwuchs reduziert.

## Systematik und Taxonomie
Das Taxon wurde von Rudolf Schlechter 1895 erstmals beschrieben. Heute werden zwei Varietäten unterschieden:
- Ceropegia crassifolia var. crassifolia (Syn.: Ceropegia brachyceras Schlechter (1905), Ceropegia crispata N. E. Brown (1908), Ceropegia thorncroftii N. E. Brown (1912) und Ceropegia tuberculata Dinter (1923))
- Ceropegia crassifolia var. copleyae (E.A. Bruce & P.R.O. Bally) H. Huber. Diese Varietät unterscheidet sich durch die linealischen Blätter, die 3 bis 5 mm breit sind; sie sind im Querschnitt v-förmig. Die Blütenkrone ist hell grüngelb. Die Kronblattzipfel sind kürzer und relativ breiter. Die Lamina sind entlang der Mittelrippe nur halb nach außen gebogen und randlich mit weißlichen Wimpern besetzt. Die Nebenkrone ist becherförmig und so hoch wie das Gynostegium. Die Zipfel der interstaminalen Nebenkrone sind am äußeren Ende etwas eingeschnitten oder ausgerandet. Die Zipfel der staminalen Nebenkrone sind kurz rechteckig und liegen den Antheren auf. Die annähernd quadratischen Staubblätter liegen auf dem Griffelkopf auf und überragen ihn. Die Pollinien sind eiförmig und messen 0,28 × 0,2 mm.

## Belege